# 湖南省人民政府办公厅
湖南省人民政府办公厅是中华人民共和国湖南省人民政府工作部门之一，主要协助省政府领导处理省政府日常工作。挂湖南省人民政府研究室、湖南省参事室牌子。

## 内设机构
- 文电处
- 会议处
- 秘书一处
- 秘书二处
- 秘书三处
- 秘书四处
- 秘书五处
- 秘书六处
- 秘书七处
- 督查室（省政府督查室）
- 信息处
- 应急管理办公室（省政府总值班室）
- 政务公开工作处（电子政务办公室）
- 省政府机关保卫处
- 行政事务管理办公室
- 人事处
- 离退休人员管理服务处
- 机关党委
- 纪检（监察）
- 综合一处
- 综合二处
- 调研处
- 院士专家咨询工作联络处[1]